# به صدای قلبم گوش کن
به صدای قلبم گوش کن (انگلیسی: Listen to My Heart; کره‌ای: 내 마음이 들리니?) یک مجموعه تلویزیونی کره جنوبی سال ۲۰۱۱ با بازی کیم جه‌وون، هوانگ جونگ-اوم و نام گونگ مین است. این مجموعه از ۲ آوریل تا ۱۰ ژوئیه ۲۰۱۱ روزهای شنبه و یکشنبه ساعت ۲۱:۴۵ (کی‌اس‌تی) از ام‌بی‌سی برای ۳۰ قسمت پخش شد.

## بازیگران
- کیم جه‌وون در نقش چا دونگ جو
- هوانگ جونگ-اوم در نقش بونگ وو ری
- نام گونگ مین در نقش جانگ جون ها[۵]